# Claudia Brosch
Claudia Brosch (* 19. Juli 1963 in Rotthalmünster) ist eine deutsche Schauspielerin.

## Leben
Claudia Brosch absolvierte in den Jahren 1980 bis 1983 eine Ausbildung am Max Reinhardt Seminar in Wien. Seit 1986 war sie in mehreren erfolgreichen TV-Produktionen wie Für alle Fälle Stefanie, Hallo Robbie!, Forsthaus Falkenau, SOKO Kitzbühel, Adelheid und ihre Mörder, Notruf Hafenkante und Stubbe – Von Fall zu Fall (2010) zu sehen.
Vom 2. März 2009 bis zum 24. Februar 2010 spielte sie in der ZDF-Telenovela Alisa – Folge deinem Herzen die Rolle der Liliana Castellhoff. Nach der Titeländerung auf Hanna – Folge deinem Herzen mit neuer Hauptdarstellerin ab Folge 241 war Brosch noch bis zum 3. März 2010 in der Telenovela in derselben Rolle zu sehen.
Claudia Brosch lebt in Hamburg.

## Filmografie (Auswahl)
- 2004: SOKO Kitzbühel – Fehler im System
- 2007: Adelheid und ihre Mörder – Mord auf höchster Ebene
- 2011: Die Rosenheim-Cops – Mord mit Schönheitsfehlern